# Молода жінка за туалетом
«Молода́ жі́нка за туале́том» (італ. Giovane donna nuda allo specchio) — картина італійського живописця Джованні Белліні (1433—1516), представника венеційської школи. Створена у 1515 році. Зберігається у Музеї історії мистецтв у Відні (інв. №GG 97).

## Опис
Картина знаходилась у колекції Гамільтона з 1638 по 1659 рік, але потім у 1659 році була придбана ерцгерцогом Леопольдом Вільгельмом у Брюсселі.
Портрет був створений тоді, коли художнику було більше 80-ти років. Це одна із небагатьох картин Белліні на світську тему, як і «Бенкет богів» (Вашингтон, Національна галерея), яка була написана у 1514 році для герцога Феррари Альфонсо д'Есте. Вибір такої тематики, ймовірно, пояснюється тим, що Белліні почав по-новому сприймати творчість своїх учнів: Джорджоне (1477—1510) та Тіціана (1490—1576). Спроба поєднати пейзаж і фігуру за допомогою світла та створити цілісний, майже мрійливий настрій є типовою для венеційської школи.
Підпис і датування знаходиться на маленькому клаптику паперу знизу праворуч. Ця картина нагадує мотиви Леонардо да Вінчі: від руки зі злегка загнутим мізинцем, що тримає дзеркало, до білосніжного тіла, яке виступає на темному фоні, та блакитних гір удалині, колорит яких поєднується із кольором тканими, що закриває волосся молодої жінки. Така деталь, як скляна ваза, має мотиви фламандського живопису, зокрема Яна ван Ейка (1385/90—1441).